# Андерсон, Джульет
Джульет Андерсон (англ. Juliet Anderson, урожденная Джудит Карр (англ. Judith Carr); 23 июля 1938, Бербанк — 11 января 2010, Беркли) — американская порноактриса
, порнорежиссёр
 и кинопродюсер порнофильмов.

## Биография

### Ранние годы
Отец Джудит Карр был джазовым трубачом, а мать пыталась стать актрисой. Джудит с детства страдала болезнью Крона и значительную часть своей юности провела, лечась в больнице или соблюдая постельный режим. В 1959 году, окончив среднюю школу в числе лучших выпускников, Джудит некоторое время изучала в колледже искусство. После того, как её любовника, служившего военным моряком, перевели в японский город Хаяму, Джудит последовала за ним. Вскоре они поженились, но брак продлился недолго. За следующие 18 лет Джудит переменила много занятий, в том числе преподавала английский язык студентам в Японии, Мексике, Греции и Финляндии (здесь она работала также радиопродюсером). В 1963 году, живя в Майами, она последовательно работала секретаршей продюсера эротических фильмов, служащей на ресепшне в штаб-квартире Burger King, а затем служила в компании Avis. В том же году впервые появилась в кино, сыграв в эротическом фильме роль сержанта полиции.

### Порнокарьера
В начале 70-х годов Джудит вернулась в США и пошла учиться в Университет штата в Сан-Франциско. Во время учёбы впервые появилась в порно, откликнувшись на объявление Алекса де Ренци, искавшего актрису. Её порнодебютом стал фильм «Pretty Peaches», в котором она снялась как Джульет Андерсон — впоследствии под этим псевдонимом она выступала чаще всего.
В одном из последующих фильмов Джульет играла тетушку, делающую куннилинг своей племяннице. В момент оргазма племянница закричала: «О, тетушка Пег! Тетушка Пег!». Поклонники Джульет тут же сделали это имя её самым известным прозвищем. А затем вышло несколько фильмов с данной героиней — легкомысленной и ненасытной, твердо решившей насладиться жизнью и сексом по максимуму.
Джульет быстро стала одной из главных актрис «золотого века порно». Помимо съемок в кино, она снималась в порножурналах, выступала по радио и телевидению, управляла службой почтовой доставки, кастинг-агентством и службой «Секс по телефону». Также она гастролировала с выступлениями по США, сочетающими комедию и секс. Впоследствии она охарактеризовала эти выступления как самую приятную часть её карьеры.
Все героини Андерсон были резкими и несентиментальными, но при этом очень шумными, живыми и с чувством юмора. Она говорила, что ни в одном из своих фильмов не симулировала оргазм. Журналист Чарльз Тейлор назвал её «Джоан Блонделл порнокинематографа». Другой критик, Говард Хэмптон, заметил, что «её жесткие, сугубо деловые немолодые женщины украсили бы любой фильм Говарда Хоукса».

### Уход и возвращение
В 1984 году Андерсон режиссировала фильм «Educating Nina» с Ниной Хартли в главной роли. По ходу съемок у Джульет возникли настолько сильные разногласия с продюсером, что она решила оставить порнобизнес, переехала в северную Калифорнию и открыла массажный салон. Но в 1995 году вернулась в порно в качестве актрисы, продюсера и режиссёра.
В 1998 году сняла порнофильм «Ageless Desire» с участием реальных пар старше 50 лет, и сама участвовала в нём со своим тогдашним партнёром.
С 2009 года жила в калифорнийском городе Беркли вместе с четырьмя кошками, продолжая работать в порнокинематографе и планируя съемки очередных фильмов. Кроме того, в качестве консультанта проводила семинары для пар по вопросам отношений, делая упор на нежные любовные прикосновения и рассматривая их не как прелюдию, а как полноценное средство получения удовольствия. Также участвовала в создании книг «The New Sexual Healers: Women of the Light» и «The Red Thread of Passion» и писала статьи для журналов и газет.
Всего за свою карьеру снялась в 124 порнофильмах (включая компиляции).

### Смерть
Утром 11 января 2010 года друг Андерсон, Кевин Фонг, приехал к ней домой, чтобы отвезти к врачу для проведения колоноскопии, и обнаружил, что Джульет мертва. Как сказал Фонг, она лежала в своей постели, и ничего подозрительного в спальне он не заметил. Тело Андерсон было кремировано, и 26 января в Центре секса и культуры в Сан-Франциско состоялась панихида.

## Избранная фильмография
- 1978. Pretty Peaches.
- 1979. Inside Desiree Cousteau.
- 1979. Summer In Heat.
- 1979. Talk Dirty to Me.
- 1980. Aunt Peg.
- 1980. Skin on Skin.
- 1980. Taboo.
- 1980. Undulations.
- 1981. Aunt Peg Goes Hollywood.
- 1981. Aunt Peg’s Fulfillment.
- 1981. 8 to 4.
- 1981. Outlaw Ladies.
- 1982. Erotic World of Angel Cash.
- 1982. Taboo 2.
- 1983. Dixie Ray Hollywood Star.
- 1984. Educating Nina.
- 1984. Insatiable 2.
- 1998. Ageless Desire.

## Признание
В 1996 году была включена в Зал славы «Legends of Erotica», в 1999 году — в Зал славы XRCO. Также входит в Зал славы AVN. В 2001 году организация «Free Speech Coalition» присудила ей премию за жизненный вклад. В 2007 году Институт перспективных исследований человеческой сексуальности присвоил Андерсон степень почетного доктора искусств.